# Ptychadena gansi
Ptychadena gansi é uma espécie de anfíbio da família Ranidae.
É endémica da Somália.
Os seus habitats naturais são: savanas áridas, matagal árido tropical ou subtropical, campos de gramíneas subtropicais ou tropicais secos de baixa altitude, marismas de água doce e marismas intermitentes de água doce.
Está ameaçada por perda de habitat.